# محراب‌پور
محراب‌پور (به انگلیسی: Mehrabpur) یک شهر در پاکستان است که در ایالت سند واقع شده‌است. محراب‌پور ۳۰۰٬۰۰۰ نفر جمعیت دارد و ۲۸ متر بالاتر از سطح دریا واقع شده‌است.